# Need for Speed: Undercover
Need for Speed: Undercover ist der zwölfte Teil der von Electronic Arts entwickelten Rennspielreihe Need for Speed und erschien am 20. November 2008 für Windows, PlayStation 2, PlayStation 3, PlayStation Portable, Xbox 360, Nintendo DS, Wii. Später wurden auch noch Versionen für Apple iOS, Microsoft Windows Phone und HP webOS veröffentlicht.

## Spielprinzip
Im Gegensatz zum Vorgänger Pro Street gibt es in diesem Teil wieder eine frei befahrbare Stadt, die wie bei Most Wanted am Tag erkundet wird. Außer der frei befahrbaren Stadt werden einige Features aus Vorgängern wie Most Wanted und den beiden ersten Hot-Pursuit-Teilen wieder aufgegriffen. So ist es wieder möglich, von der Polizei verfolgt zu werden. Neben dem freien Fahren in der Stadt gibt es folgende Rennmodi:
- Highway-Battle: Zwei Fahrzeuge fahren mit hohen Geschwindigkeiten über eine stark befahrene Autobahn. Das Fahrzeug, das als erstes 300 Meter Vorsprung hat oder vorher im Ziel ist, gewinnt.
- Sprint: Rennen von einem Punkt auf der Karte zu einem anderen mit einem festen Weg.
- Rundkurs: Rennen mit gleichem Start- und Zielpunkt über mehrere Runden.
- Outrun: Rennen von einem Punkt der Karte zu einem anderen, wobei die ganze Karte befahrbar ist. Das Fahrzeug das bei Ablauf des Timers auf dem 1. Platz ist gewinnt.
- Checkpoint: Rennen mit mehreren Checkpoints und einem Timer. Die jeweiligen Checkpoints müssen durchfahren werden, bevor der Timer abläuft. Jeder durchfahrene Checkpoint erhöht den Timer wieder um eine bestimmte Zeit.

Durch gutes Abschneiden in den Rennen werden die Fahrerfähigkeiten erhöht. Dies geschieht jedoch nach einem festgelegten Schema und der Spieler kann nicht entscheiden, welche Fähigkeiten er primär ausbauen möchte. Neben den Rennen gibt es auch noch Verfolgungen und Jobs. Bei den Verfolgungen gibt es dabei folgende Modi:
- Cops ausschalten
- Sachschaden
- Flucht

Bei den Jobs gibt es folgende Modi:
- Heißer Wagen: Ziel ist es einen Wagen zu stehlen und diesen möglichst unbeschädigt an einem bestimmten Ort in der Stadt abzuliefern.
- Fahrer: Auch in diesem Modus wird ein Wagen gestohlen. Dabei muss jedoch zusätzlich die Polizei vorher abgehängt werden.
- Boss-Verfolgung: In diesem Modus ist es das Ziel den Boss eines bestimmten Verbrecher-Syndikates zu verfolgen und dessen Wagen zu zerstören, bevor dieser einen bestimmten Punkt in der Stadt erreicht.

Alle verschiedenen Renn-, Verfolgungs- und Job-Events erhöhen den Ruf bei den Verbrecher-Syndikaten der Stadt, wodurch neue Rennen, Jobs und Verfolgungen freigeschaltet und die Story vorangetrieben wird.

## Handlung
Das Spiel besitzt, wie auch einige der früher erschienenen Teile mit einer außerhalb der Rennen offenen Spielwelt, eine grundlegende Geschichte, die die Begründung für das Fahren der illegalen Straßenrennen liefert. In Need for Speed: Undercover ist die nicht sichtbare, namenlose Hauptfigur des Spiels, ein Undercover-Polizist, der die Streetracer-Szene der fiktiven Stadt Tri-City infiltrieren und schließlich ausheben soll. Während der Spieler nun immer weiter in die Streetracer-Szene vordringt, wird ein Komplott geschmiedet um dem Spieler einen Raub, der von der eigentlichen Auftraggeberin und deren Komplizen begangen wird, in die Schuhe zu schieben. Dabei orientiert sich die Geschichte des Spiels grob an Filmen wie The Transporter.

## Fahrzeuge
In Need for Speed: Undercover sind folgende Wagen nutzbar:

## Schauspieler
| Rolle                  | Darsteller        |
| ---------------------- | ----------------- |
| Chase Linh             | Maggie Q          |
| Carmen Mendez          | Christina Milian  |
| Lieutenant Jack Keller | Paul Pape         |
| Freddy Rogers          | Lawrence B. Adisa |
| Zack Maio              | Joshua Alba       |
| Hector Maio            | Kurz Caceres      |
| Rose Largo             | Heather Fox       |
| Gregory MacDonald      | David Rees Snell  |
| Dang Hu                | Jack Yang         |
| Chau Wu                | Daniel D. Lee     |

## Rezeption
In der Fachpresse wurde das Spiel fast ausschließlich negativ bewertet. So erreicht es auf der Seite Metacritic.com je nach Version einen Metascore zwischen 52 % (PSP) und 65 % (PC) Dabei wird vor allem die schlechte Grafik mit zahlreichen Pop-ups, sowie das demotivierende Verhalten der Polizei kritisiert.